# Crossfire (banda)
Crossfire fue una conocida banda belga de heavy metal formada en 1980.

## Historia
Crossfire, junto a Killer y Ostrogoth de la discográfica Mausoleum Records fueron las más importantes bandas de heavy metal belga de los años 1980. La banda se formó en 1980 con Peter De Wint (voz y batería), Marc Van Caelenberge (guitarra), Patrick Van Londerzele (bajo) y Nero Neerinckx (segunda guitarra). Como cualquier otra banda bajo el triste y gris cielo de la Europa Occidental fueron varias las bandas de la nueva ola del heavy metal británico del otro lado del canal quienes inspiraron en sus orígenes a Crossfire. La aguda voz de Peter De Wint y los licks de guitarra poco convencionales de Marc Van Caelenberge, les ayudaría a distinguirse del resto de bandas. Crossfire tuvo su primer impacto importante tras su aparición en Metal Clogs, una exitosa compilación de grupos de origen alemán.
En 1982, tras verse en algunos problemas legales desafortunados, Rudy Van De Sype reemplazó al miembro fundador Nero Neerinckx. Además se decidió que la voz y el sentido del espectáculo de Peter De Wint, beneficiarían a la banda si este no se confinaba detrás de la batería, por lo que reclutaron al baterista Chris De Brauwer. Con esta formación Crossfire actuó como teloneros para las -por aquel entonces- importantes Raven y Accept.
Por aquel entonces llamaron la atención de Leo "Rockstone" Felsentein, quien por aquel entonces estaba fundando Mausoleum Records con Alfie Falckenbach. Hacia 1984 Leo produjo su primer álbum: See You in Hell, la grabación que les situó en las enciclopedias de heavy metal, y no solo porque fuera algo magnífico en su género. Este álbum se presentaba con un trabajo de aerógrafo que costó 3000$ de la época, no menos que las actuales grabaciones.
A principios de 1985 lanzaron su segundo álbum, Second Attack, que les consolidó entre las bandas de heavy metal europeo siendo invitados a actuar en festivales como Heavy Sound, Earthquake y Shockwave. Al contrario que muchos de sus contemporáneos del continente, Crossfire también eran estimados en Gran Bretaña, por lo que cruzaron el Canal durante un tour de clubes por todo el país.
La implacable gira se comió todo el tiempo necesario de Peter y Marc para componer nuevas canciones, así como el tiempo necesario para meterse en un estudio a grabar un tercer álbum, por lo que decidieron lanzar Sharpshooter en el invierno de 1985. Este álbum contenía pistas no publicadas del grupo grabadas durante las grabaciones de See You in Hell y Second Attack, así como material en vivo de las giras, además de una canción que apareció en If It's Loud, We're Proud, un mini-álbum de 12 pulgadas que también contenía pistas de Ostrogoth y Killer.
En 1986, Rudy dejó la banda y fue sustituido por el guitarrista Jacky D'Hondt. A finales de ese mismo año publicaron Live Attack, el álbum con la gran actuación en vivo de Crossfire en Shockwave, el 2º festival internacional de heavy metal, que tuvo lugar el 5 de octubre de 1985 en el Limburghal, en Genk, Bélgica. Live Attack no apareció bajo el sello Mausoleum Records, debido a problemas financieros sino con Metal Enterprises, una casa perteneciente a Ingo Nowotny, un amigo personal de Alfie Falckenbach, quien produjo en el pasado varios discos para Mausoleum. Vivir sin Mausoleum no fue lo mismo para la banda y poco tiempo después acabaron separándose.
Peter De Wint se unió a Ostrogoth para grabar su cuarto y por ahora último álbum, el imponente Feelings of Fury. Tras probar la fama, que no la fortuna con Mistery, tocó con varias bandas en Alemania. Hoy tiene un estudio de grabación en Amberes y hace giras regularmente por todo el mundo con Glenn Hughes, llevando las mezclas en vivo del ex-Deep Purple. Además prepara su primer disco en solitario en el que se reinventará como Peter Qin, en el que mostrará sus características más melódicas de tu considerable talento vocal.
Rudy formó Native Instinct, una nueva banda que toca true metal. Marc y Chris siguen tocando respectivamente la guitarra y la batería, pero no se sabe donde ni con quien. De Patrick y Jacky no se tienen noticias desde la disolución de la banda en 1987. A pesar de los esfuerzos de fanes y discográficas por reunir a la banda de nuevo no parece que eso vaya a suceder si Peter De Wint no encuentra el tiempo necesario para ello.
Crossfire comparte nombre, y solo el nombre, con una banda de glam rock israelí fundada en el año 2000 y con un grupo de heavy metal ecuatoriano fundado en 2004.

## Discografía

### Discografía en Estudio
- See You in Hell (1984)
- Second Attack (1985)
- Sharpshooter (1985)

### Discografía en vivo
- Live Attack (1986)